# Cyriak II (patriarcha Konstantynopola)
Cyriak II, gr. Κυριακός Β΄ (zm. 29 października 606) – patriarcha Konstantynopola w latach 595–606.

## Życiorys
Urząd patriarchy sprawował od końca 595 r. do śmierci. Za jego rządów doszło do obalenia cesarza Maurycjusza przez Fokasa. Cyriak koronował Fokasa w kościele św. Jana Chrzciciela.  